# Saint-Sulpice-des-Landes (Ille-et-Vilaine)
Saint-Sulpice-des-Landes (bret. Sant-Suleg-al-Lann) – miejscowość i gmina we Francji, w regionie Bretania, w departamencie Ille-et-Vilaine. Nazwa miejscowości pochodzi od imienia św. Sulpicjusza.
Według danych na rok 1990 gminę zamieszkiwało 599 osób, a gęstość zaludnienia wynosiła 54 osoby/km² (wśród 1269 gmin Bretanii Saint-Sulpice-des-Landes plasuje się na 778. miejscu pod względem liczby ludności, natomiast pod względem powierzchni na miejscu 801.).